# Geschwister-Scholl-Weg
Als Geschwister-Scholl-Weg wird im südbrandenburgischen Ruhland ein 4,8 Hektar umfassendes, seit dem Jahre 1908 parkähnlich gestaltetes Areal bezeichnet. Es befindet sich an einem am Ruhlander Schwarzwasser entlanglaufenden gleichnamigen örtlichen Rad- und Wanderweg im Westen der Stadt.
Entlang des ursprünglich Prinzeß-Luisen-Weg benannten Weges wurden seit seiner Entstehung mehrere Denkmale und Gedenksteine aufgestellt. Das von Auwald und Grünanlagen geprägte Gelände, welches den Ruhlander Stadtwald und amtlichen Erholungswald mit einschließt, wird seither als Naherholungsgebiet genutzt. Die hier befindlichen Denkmale sind regelmäßig Mittelpunkt regionaler öffentlicher Gedenkveranstaltungen.
Als Teil des Schwarze-Elster-Radwegs und des Radwegs „Niederlausitzer Kreisel“ ist die Anlage an das nationale Radfernwegenetz angeschlossen. Zunächst vom Verschönerungsverein Ruhland und später zwischenzeitlich durch Schüler der Ruhlander Geschwister-Scholl-Schule gepflegt, steht sie in der Gegenwart unter der Obhut des Ruhlander Parkaktivs.
Das Gebiet sollte in der Wende-Zeit 1990 als „Geschützter Park“ unter Naturschutz gestellt werden. Begründet wurde dies mit der Auwald-ähnlichen Vegetation und dem Vorkommen von Rote-Liste-Arten (wie Bachneunauge, Eisvogel, Großes Zweiblatt). Der Rat der Stadt verpasste jedoch wegen anderer dringender Vorhaben das durch die veränderte Gesetzeslage verbleibende enge Zeitfenster für die Zuständigkeit.

## Beschreibung
Das 4,8 Hektar umfassende Gelände ist, bis auf eine hinter dem Sportplatz gelegene Wiese, im Wesentlichen von einem schmalen Auwaldstreifen geprägt, der von Klein- und Hausgärten sowie dem Ruhlander Sportplatz begrenzt und von einem eingedeichten Bachlauf durchzogen wird. Der Streifen ist etwa 30 bis 50 m breit, schmale Stellen 10 m (beim Sportplatzgebäude und der Abzweig südlich des Geschwister-Scholl-Gedenksteins).
Der erste und größte Teil des Weges verläuft bachaufwärts am Westufer des Ruhlander Schwarzwassers. Hier gibt es zwei Abzweigungen zur Heinestraße und eine Brücke mit Verbindung zur Straße des Aufbaus und der Friedrich-Engels-Straße. Von dieser Brücke bachaufwärts verläuft ein Teil des Weges auf der Ostseite Richtung Herschensmühle und stößt vorher an den Bahndamm und auf einen parallel verlaufenden Fahrweg. Auf der Westseite kommt man zum Geschwister-Scholl-Gedenkstein (bis hierher: 900 m).

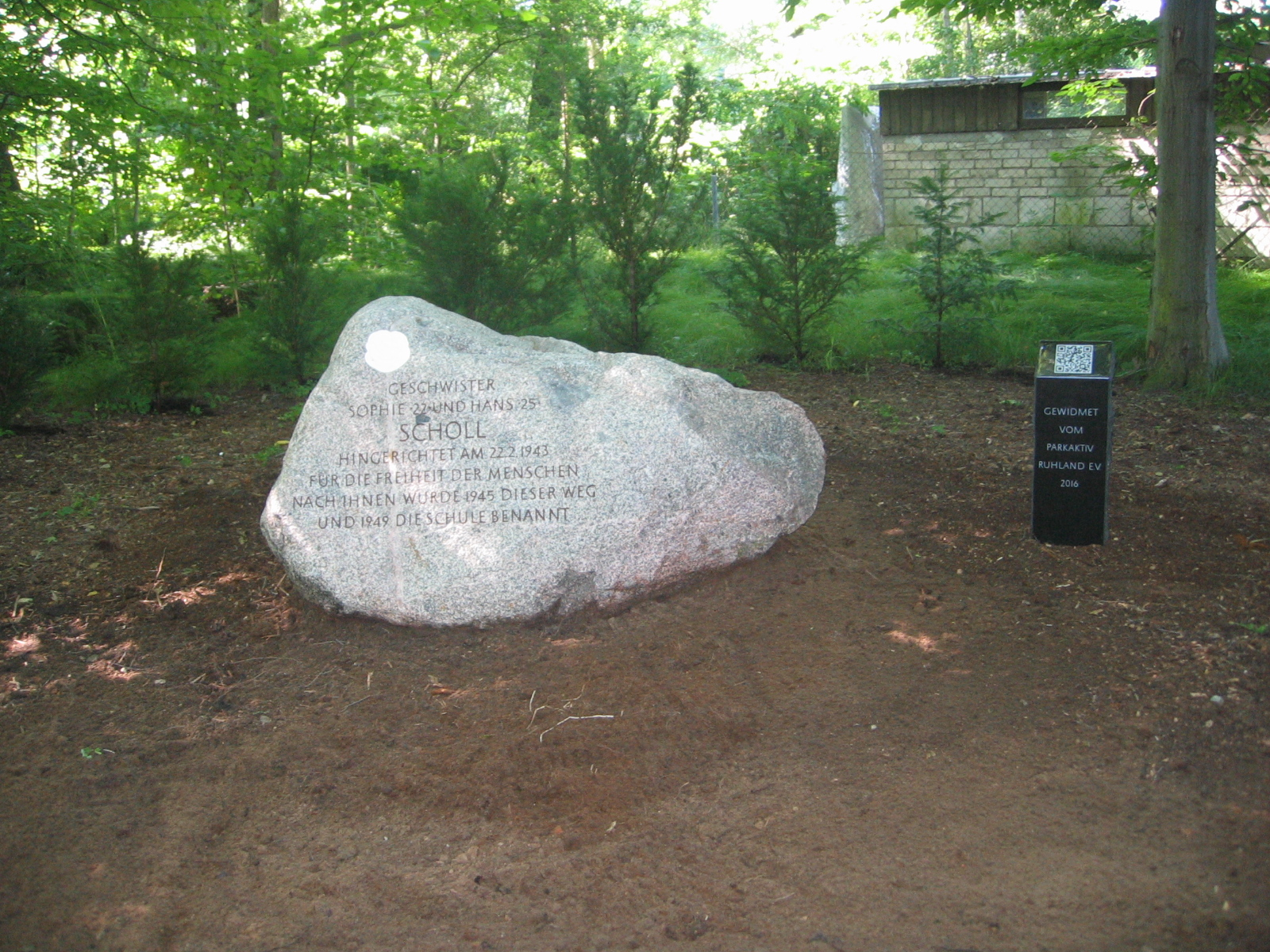
Geschwister-Scholl-Gedenkstein mit Informationsstele
weitere Bilder

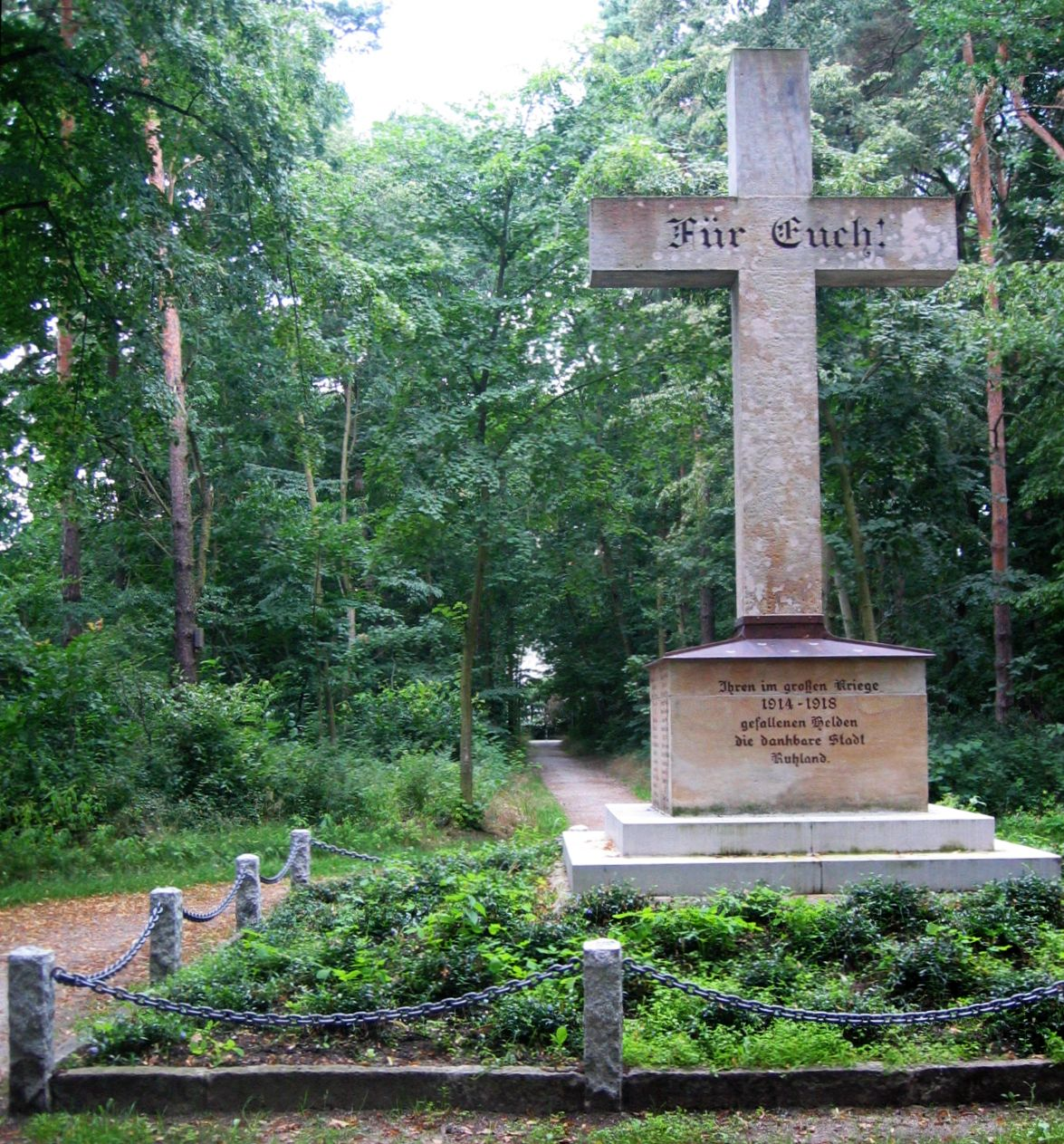
Kreuz im Heldenhain, Blick zum Neugrabenweg / Birkenweg
weitere Bilder

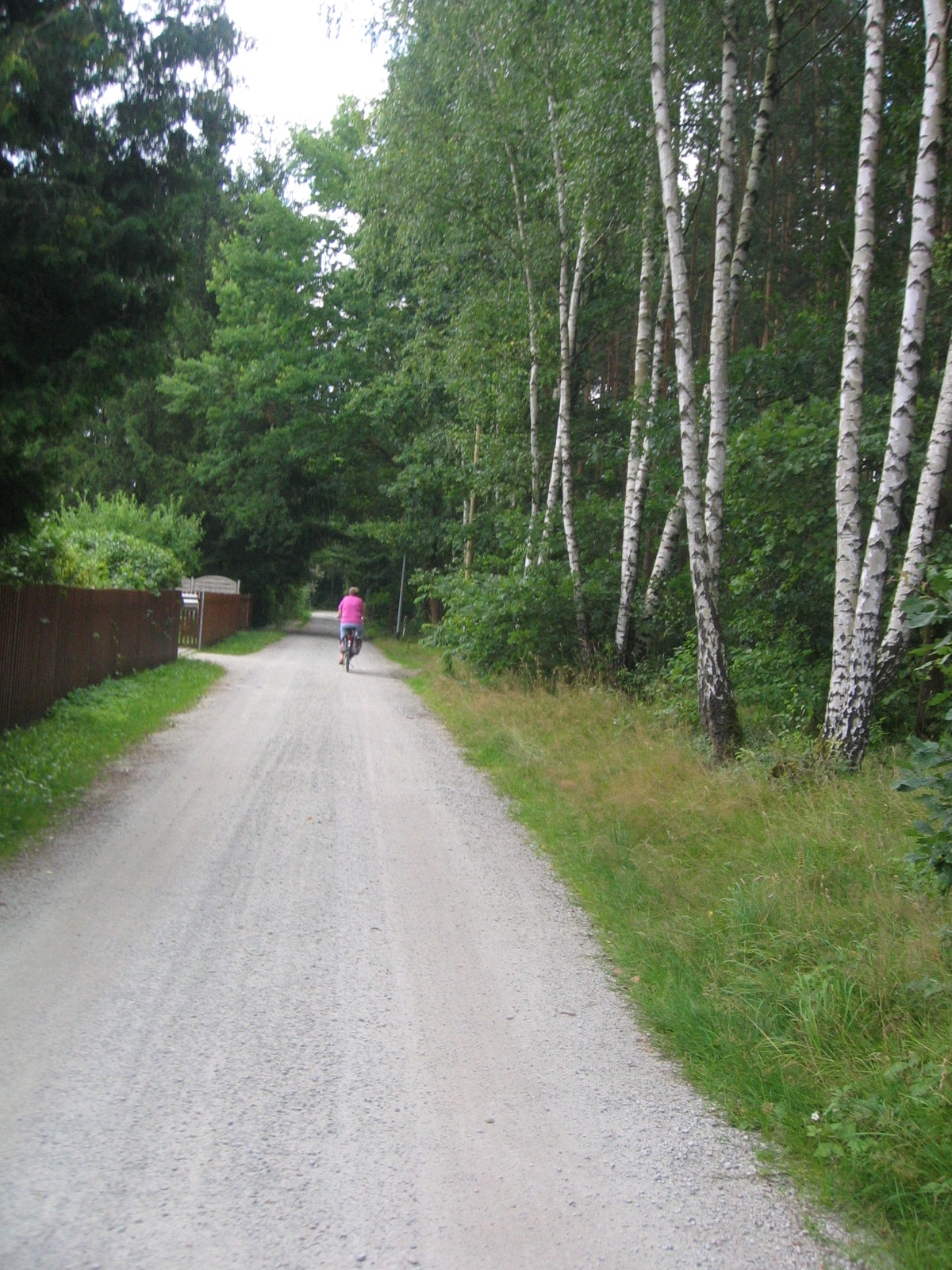
Birkenweg
weitere Bilder

Dort knickt der Weg Richtung Ende Heinestraße ab und führt weiter an einem Denkmal („Kreuz im Heldenhain“) für die Toten des Ersten Weltkriegs vorbei bis zum Neugrabenweg (bis hierher: weitere 300 m). Von dort führt der Birkenweg weiter am Siedlungsrand nach Westen.
Am Anfang des Geschwister-Scholl-Wegs beginnt an der Schwarzwasserbrücke die Ortrander Straße. Diese führt an Sportplatz, Feuerwehr und „Schützenhaus“ vorbei und erschließt die Siedlung Schönburgsau. Auf der anderen Straßenseite steht die Matzmühle  und beginnt der Hainsteg (früher auch „Kussgässchen“) als kurze Verbindung zur Fischerstraße (Richtung Marktplatz) und zur Stadtmühle (und über den Pflaumenweg zum „Zollhaus“). Am anderen Ufer treffen sich Goethestraße (zum Stadtzentrum) und Hartwigstraße.

## Geschichte

### Entstehung eines Stadtparks (1908–1942)
Der einst von Bürgermeister Schimmelmann in dessen erstem Amtsjahr im Jahre 1889 gegründete Verschönerungsverein Ruhland legte 1908 zwischen der Matzmühle und der Herschenzmühle im Westen der Stadt den Prinzeß-Luisen-Weg als Uferpromenade am Ruhlander Schwarzwasser an. Namensgeberin war Prinzessin Luise von Schönburg-Waldenburg, Tochter der Patronatsherrin Anna zu Bentheim-Tecklenburg-Rheda und Mutter des Schlossherrn auf Guteborn, Prinz Ulrich, 6. Fürst von Schönburg-Waldenburg, der man sich für Mildtätigkeit und Schenkungen ihrerseits dankbar zeigen wollte. Mit Unterbrechungen durch Kriegs- und Notzeiten wurden die an ihm gelegenen Grünanlagen gepflegt und erweitert.
Zusätzlich wurde 1922 vom Turnverein Gut-Heil 1864 der Ehrenhain mit dem Turnerdenkmal angelegt und mit Eichen für jeden im Ersten Weltkrieg gefallenen Turner bepflanzt. 1922 wurde auch der Heldenhain angelegt und das Kreuz im Heldenhain als Denkmal für im Ersten Weltkrieg gefallene Ruhlander Bürger am 26. März eingeweiht.
1938 wurde das Moltke-Denkmal vom Ende der damaligen Moltke-Allee (verlängerte Fischerstraße westlich der Autobahn) im Rahmen des Baus der heutigen Bundesautobahn 13 an den jetzigen Standort hinter den Sportplatz umgesetzt.

### Der Park wird Geschwister-Scholl-Weg
Während des Zweiten Weltkriegs und danach wuchsen Gebüsch und Bäume, wodurch das Gelände teilweise verwaldete.
1947 wählte man das Gelände zwischen dem Geschwister-Scholl-Weg, der Ortrander Straße und der Heinrich-Heine-Straße als Standort für den neuen Sportplatz für den Ruhlander Fußballverein „Freie Sportgemeinschaft Blau-Weiß Ruhland“, welcher ab 1950 in „BSG Einheit Ruhland“ umbenannt wurde und in der Gegenwart als „SV Germania Ruhland“ seine Spiele bestreitet.
In der Stadtratssitzung vom 24. Mai 1949 wurden auf Antrag der Jungen Pioniere der Schule die Wege und Anlagen im Ehrenhain, Prinzess-Luisen-Weg und Heldenhain in Geschwister-Scholl-Weg umbenannt. Am 7. Oktober 1949 wurde die Deutsche Demokratische Republik (DDR) gegründet. Bereits am 1. September im gleichen Jahr war die Ruhlander Kaiser-Wilhelm-Schule zur „Geschwister-Scholl-Schule“ geworden, in Erinnerung an Hans und Sophie Scholl, kurz „Geschwister Scholl“, aus der Widerstandsgruppe „Weiße Rose“. Das äußerte sich später in einer Pflege-Patenschaft. Von 1966 bis 1978 pflegten Schüler unter Leitung des engagierten Lehrers Horst Bormann die Anlagen.
Seit 1984 gibt es jedes Jahr einen Geschwister-Scholl-Gedenklauf, den die Geschwister-Scholl-Schule unter Einbeziehung des Weges veranstaltet.

### Fokus Naturschutz (1985–1992)
1985 entstand auf Initiative von Dieter Lehmann eine Ortsgruppe der Gesellschaft für Natur und Umwelt (GNU) beim Kulturbund der DDR. Als Teil dieser Ortsgruppe wurde 1988 das Parkaktiv Ruhland gegründet. Mit Unterstützung durch das Parkaktiv erstellten Parkgestalter im Auftrag der Stadt eine 1. Pflegekonzeption für den Stadtpark. Der Ortsnaturschutzbeauftragte und das Parkaktiv beantragten 1989/90 eine Unterschutzstellung als „Geschützter Park“ (noch nach Naturschutz-Recht der DDR). Der Rat der Stadt beschloss als Ratsbeschluss 31/90 eine entsprechende Absichtserklärung, jedoch erlosch die kommunale Zuständigkeit durch die sich in der Wendezeit verändernde Gesetzeslage noch vor der Durchführung des Beschlusses.
Zur Bekräftigung der Patenschaft wurde 1990 eine Hainbuche vom Geschwister-Scholl-Weg ausgegraben und am 3. Oktober als „Einheits-Hainbuche“ vor der Schule gepflanzt.

### Pflege durch ABM nach 1992
1993/94 entstand im Zuge von Arbeitsbeschaffungsmaßnahmen (ABM) eine Wanderwegekonzeption im Amtsgebiet und im Landkreis. Am 18./19. Mai 1994 wurden die Wanderwegeschilder am Geschwister-Scholl-Weg aufgestellt. Parallel wurden Stadtpark und Wanderweg in den Flächennutzungsplan der Stadt Ruhland eingearbeitet.
Das Parkaktiv überarbeitete 1996/97 die Pflegekonzeption, da sich einige Vorstellungen und Möglichkeiten seit 1989 verändert hatten. Ungenügende Maßnahmen gegen Befahren mit Motorfahrzeugen und schlechte Abstimmung von Pflegemaßnahmen wurden bei der Verwaltung kritisiert.
Im April 2009 scheiterte ein Antrag des Heimatvereins, den Weg wieder in „Prinzess-Luisen-Weg“ umzubenennen, mit großer Mehrheit (11:2 Stimmen, bei 3 Enthaltungen) in der Stadtverordnetenversammlung.

### Verbesserungen nach 2015
2015 wurde ein Teil des Geschwister-Scholl-Wegs als Erholungswald eingestuft, der Rest bleibt Wirtschaftswald. Wasserlauf und Ufer sind mit Vorrang Hochwasserschutz im Eigentum des Landes Brandenburg. Der Heimatverein ließ 2015 das „Kreuz im Heldenhain“ restaurieren und den geplanten Prinzess-Luisen-Gedenkstein setzen. Im gleichen Jahr pflanzte das Parkaktiv das „Eiben-Eck“ am Schwarzwasser/Anfang Heldenhain als Hintergrund für einen Geschwister-Scholl-Gedenkstein. Dieser wurde im Juni 2016 aufgestellt und am 15. Juli eingeweiht. Neben dem Gedenkstein befindet sich eine Informationsstele mit Stiftungsvermerk und einem QR-Code, über welchen sich im mobilen Internet weitere Informationen zu den Geschwistern Scholl in der deutschsprachigen Wikipedia abrufen lassen (siehe auch: QRpedia).
Das Parkaktiv erklärte sich 2016 außerdem bereit, die Pflegekonzeption nochmals zu aktualisieren. Des Weiteren schloss die Ruhlander Amtsverwaltung die Zufahrten mit niederlegbaren Pollern, um das bis dato gängige unzulässige Befahren der Anlage mit Kraftfahrzeugen zu verhindern.
Entsprechend Pflegeplan ließ der Verein für Heimatpflege 2018 drei Schautafeln am Weg aufstellen.

## Denkmale und Gedenksteine
Um die Denkmale kümmert sich überwiegend der Ruhlander Heimatverein.
Seit dem 80. Jahrestag der Ermordung treffen sich am 22. Februar am Geschwister-Scholl-Gedenkstein Menschen zur Erinnerung, für Demokratie und gegen das Vergessen. Das Parkaktiv lädt ein, eine kleine Besetzung des Gemischten Chores Ruhland singt die Kinderhymne von Bertolt Brecht und das Lied vom einfachen Frieden von Gisela Steineckert.
| Bild           | Bezeichnung                    | Lage                                                          | Beschreibung |
| -------------- | ------------------------------ | ------------------------------------------------------------- | --- |
|                | (1.) Turnerdenkmal             | Ortrander Straße an der Turnhalle                             | Das erste Turnerdenkmal wurde 1922 vom Turnverein „Gut-Heil 1864“ im „Ehrenhain“ aufgestellt und steht heute in der Ortrander Straße an der Turnhalle |
|                | (2.) Turnerdenkmal             | Geschwister-Scholl-Weg, „Ehrenhain“                           | Das erste Turnerdenkmal wurde am Original-Standort durch eine Granitstele ersetzt. Beide sind Denkmale für die im Ersten Weltkrieg gefallenen Turner des Vereins |
|                | Moltkedenkmal                  | Geschwister-Scholl-Weg, hinter dem Sportplatz                 | Das Moltkedenkmal wurde 1893 am Ende der damaligen Moltke-Allee (verlängerte Fischerstraße) aufgestellt und 1938 im Zuge des Autobahnbaus hinter den Sportplatz auf ein Stufenpodest umgesetzt. 1945 verschwanden die Plakette mit dem Porträt und die Kugel. Die Kugel wurde wieder aufgefunden und eine neu gegossene Plakette wurde angebracht (2019).                                          |
|                | Prinzess-Luisen-Gedenkstein    | Geschwister-Scholl-Weg, Sportplatzwiese                       | Der Prinzess-Luisen-Gedenkstein wurde vom Heimatverein 2015 aufgestellt, um an die erste Namensgeberin der Uferpromenade, Prinzessin Luise von Schönburg-Waldenburg, zu erinnern. Die Namensgebung war Ausdruck der Dankbarkeit der Bürger gegenüber der Mildtätigkeit der Mutter des Prinzen Ulrich und der Wirtschaftsweise ihrer Gutsherrschaft. Ausführung: Steinmetz Menzel                   |
| weitere Bilder | Geschwister-Scholl-Gedenkstein | Geschwister-Scholl-Weg, vor dem „Heldenhain“ am Schwarzwasser | Der Geschwister-Scholl-Gedenkstein wurde vom Parkaktiv 2015 beauftragt und 2016 aufgestellt, um an die Namensgeber des Weges und ihren Kampf für Toleranz zu erinnern. Ausführung: Steinmetz Jens-Peter Stoyan, (Rose aus Marmor Barbara Seidl-Lampa) Entwurf: Parkaktiv, maßgeblich Barbara Seidl-Lampa                                                                                           |
| weitere Bilder | Kreuz im „Heldenhain“          | Geschwister-Scholl-Weg, „Heldenhain“                          | Das Kreuz im „Heldenhain“ wurde 1922 aufgestellt und am 26. März geweiht. Es ist ein Denkmal für die im Ersten Weltkrieg gefallenen Ruhlander Bürger, die nach Todesjahr am Sockel namentlich genannt sind. Sockel und Kreuz wurden zwischenzeitlich mehrmals ausgebessert. 2015 wurde im Auftrag des Heimatvereins die Schrift restauriert, eine Verblechung und eine neue Einfassung angebracht. |

## Baumbestand
Der Baumbestand wurde aus vorhandenem Bewuchs der Bachufer, aus Wiese („Ehrenhain“) und Wald („Heldenhain“) in mehreren Pflanzaktionen entwickelt (s. Geschichte).
Dazu gehörten Baumreihen (Robinie, z. T. Birke) und geschnittene Hecken (Maulbeere, Weißdorn) längs des Weges sowie Baumreihen (Stiel-Eiche, Hainbuche) am Ostufer.
Zum Bestand gehören über 25 Baumarten (Stand 1998), darunter
- Schwarz-Pappel, Höhe 20 m, Umfang 3,8 m (mächtigster Baum, gefällt 2016)
- Stiel-Eiche, Höhe 20 m, Umfang 3,6 m (ältester Baum, über 200 Jahre)
- Sumpf-Eiche, Höhe 20 m, Umfang 3,1 m (etwa 100 Jahre)
- Urweltmammutbaum, Höhe 3 m, Umfang 0,30 m

| Name                | Botanischer Name      | „Ehrenhain“ | Uferdamm | Wegrand | im Auwald | „Heldenhain“ | Waldrand |
| ------------------- | --------------------- | ----------- | -------- | ------- | --------- | ------------ | -------- |
| Berg-Ahorn          | Acer pseudoplatanus   |             | +        |         |           |              |          |
| Berg-Ulme           | Ulmus glabra          |             |          | x       |           |              |          |
| Birke               | Betula Pendula        |             |          | +       |           | +            | +        |
| Eberesche           | Sorbus aucuparia      |             |          | +       |           | +            | +        |
| Eibe                | Taxus baccata         |             |          | +       |           |              |          |
| Flatter-Ulme        | Ulmus laevis          |             |          |         | +         |              |          |
| Gemeine Esche       | Fraxinus excelsior    |             | +        |         | +         |              |          |
| Gemeine Kiefer      | Pinus sylvestris      |             |          |         |           | +            |          |
| Hainbuche           | Carpinus betulus      |             | +        | + *     | +         | +            |          |
| Robinie             | Robinia paseudoacacia | +           |          | +       |           | +            | +        |
| Rot-Buche           | Fagus sylvatica       |             |          |         |           | +            |          |
| Rot-Eiche           | Quercus rubra         |             |          |         |           | +            |          |
| Schwarz-Erle        | Alnus glutinosa       |             | +        |         | +         |              |          |
| Stiel-Eiche         | Quercus robur         | +           | +        | +       | +         | +            |          |
| Sumpf-Eiche         | Quercus palustris     |             |          | +       | +         |              |          |
| Weißdorn            | Crataegus monogyna    |             |          | + *     |           | +            |          |
| Weißer Maulbeerbaum | Morus alba            |             |          | x *     |           |              |          |
| Winter-Linde        | Tilia platyphyllos    | +           |          |         |           | +            |          |

+ 2016 im Abschnitt vorhanden    * ehemals auch als Hecke    x letztes Exemplar Januar 2018 abgebrochen

## Bodenvegetation und jahreszeitliche Aspekte
Bis auf die Wiese am Sportplatz ist die Vegetation typisch für Wald und Waldrand. Untypisch sind die Stellen wie meist hohe Uferwälle am Bachlauf, wo Laub durch Pflege, Wind und häufiges Betreten nicht liegenbleibt und so der Boden verarmt und erodiert oder sich zusätzlich verdichtet.
Meist kurzzeitig durch Blüten fallen Pflanzen auf, die größere Flächen decken. Aber auch Sträucher am Waldrand oder auffallend blühende Bäume, hier meist Robinie, setzen zur Blütezeit, durch Herbstlaub oder Früchte (Pfaffenhütchen) Akzente. Der immergrüne Efeu deckt auch größere Bodenflächen.
Einige der in der Tabelle genannten Pflanzen kommen natürlich vor (Buschwindröschen, Scharbockskraut), andere haben aus der früheren Parkanlage überlebt oder aus späteren wegbegleitenden Pflanzungen (Krokus); einige sind auch in die Fläche eingebracht worden (Blaustern) oder haben sich vom Wegrand dahin ausgebreitet (Immergrün). Weitere blühende, jedoch nicht Aspekt bildende Pflanzen wie Veilchen (z. B. Hain-Veilchen, Wald-Veilchen), Pfirsichblättrige Glockenblume und Gundelrebe sind in der Liste nicht aufgeführt.
| Pflanze                                                                                                  | Typ                      | Bemerkungen | Bild                               |
| --- | ------------------------ | --- | ---------------------------------- |
| - (ohne) Bodendegradation                                                                                | ganzjährig               | stellenweise an Wegrand, auch Flächen der Uferwälle | weitere Bilder Gegenmaßnahmen      |
| Blaustern (Scilla siberica)                                                                              | Frühjahrsaspekt          | stellenweise flächendeckend, von Einzelpflanzen und Aussaat ausgebreitet, stabil bis wachsend | weitere Bilder                     |
| Weißes Buschwindröschen (Anemone nemorosa)                                                               | Frühjahrsaspekt          | stellenweise flächendeckend, von Einzelpflanzen und Aussaat ausgebreitet, stabil bis wachsend | weitere Bilder                     |
| Goldtaubnessel (Lamium galeobdolon)                                                                      | Frühjahrsaspekt          | im „Heldenhain“ stellenweise flächendeckend, aus der früheren Parkanlage überlebt oder von Einzelpflanzen ausgebreitet, stabil bis wachsend | weitere Bilder                     |
| Frühlings-Krokus (Crocus vernus) albiflorus                                                              | Frühjahr, Stellen am Weg | stellenweise am Wegrand, gepflanzt, seit Jahren stabil | weitere Bilder                     |
| Kleines Immergrün (Vinca minor)                                                                          | Frühjahrsaspekt          | stellenweise kleine Flächen deckend, von Einzelpflanzen und Aussaat ausgebreitet, stabil bis wachsend | weitere Bilder                     |
| Gefingerter Lerchensporn (Corydalis solida, Syn. Corydalis bulbosa) Hohler Lerchensporn (Corydalis cava) | Frühjahrsaspekt          | stellenweise flächendeckend, von Einzelpflanzen und Aussaat ausgebreitet, stabil bis wachsend | weitere Bilder                     |
| Gewöhnliche Mahonie (Mahonia aquifolium)                                                                 | Frühjahrsaspekt          | im „Heldenhain“ stellenweise flächendeckend, aus der früheren Parkanlage überlebt und ausgebreitet, stabil bis wachsend; die Früchte sind farblich nicht so auffallend, werden aber von Vögeln (wie Amseln) gern gefressen und sind essbar, die meisten anderen Pflanzenteile sind giftig | weitere Bilder                     |
| Mondviole (Lunaria annua)                                                                                | Frühjahrsaspekt          | stellenweise kleine Flächen deckend, aus Gärten ausgebreitet, stabil bis wachsend | weitere Bilder                     |
| Scharbockskraut (Ficaria verna)                                                                          | Frühjahrsaspekt          | stellenweise kleine Flächen deckend, von Einzelpflanzen und Aussaat ausgebreitet, stabil bis wachsend | weitere Bilder                     |
| (verschiedene) weitere Arten                                                                             | verschieden              | stellenweise, je nach Art auch Flächen deckend | weitere Bilder Herbstaspekte Pilze |

## Kunst am Wegrand
Der Ruhlander Orthopädie-Schuhmachermeister Rudolf Schulze schuf verschiedene Schnitzereien aus Holz, die auch im Gutshof und an anderen Stellen ausgestellt werden. Einige der größeren Figuren stehen zwischen „Ehrenhain“ und Sportplatzgebäude am Ost-Ufer des Schwarzwassers.

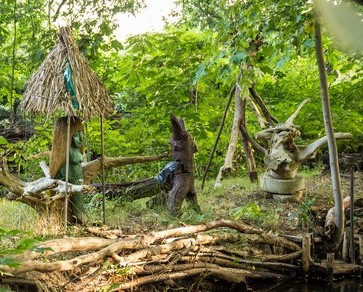
Blick auf eine Figurengruppe
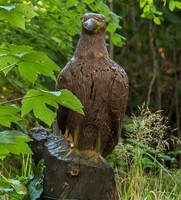
„Adler“
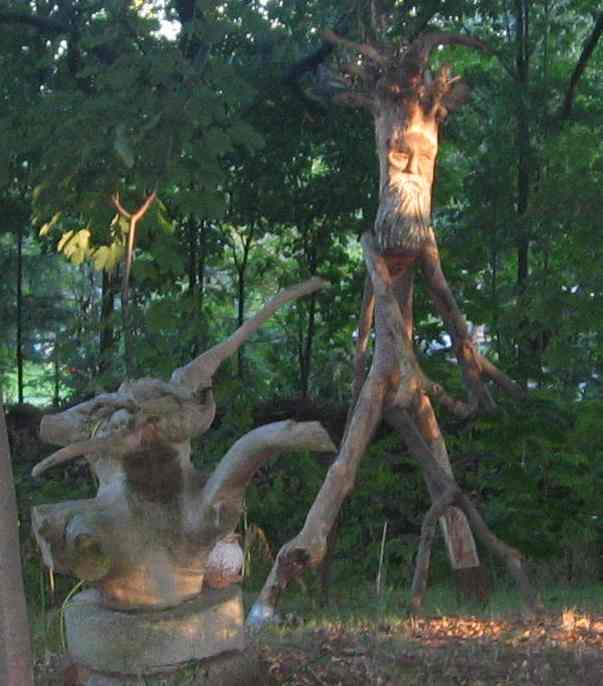
Baumtrolle
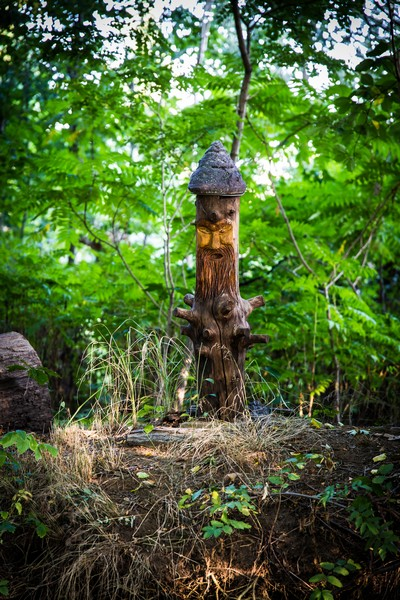
„Baumgeist“
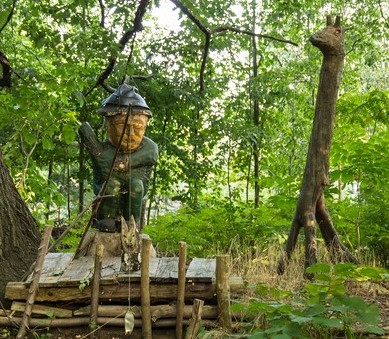
„Der Angler“ und „Giraffe“